# Brændeskærm
Brændeskærm eller almindelig brændeskærm (Selinum dubium) er en planteart i slægten brændeskærme (Selinum), der er en slægt i skærmplante-familien (Apiaceae).
Brændeskærms videnskabelige navn blev tidligere angivet som Cnidium dubium (Schkuhr). Dette navn kan stadig ses benyttet. Brændeskærm er sjælden i Vesteuropa og forekommer i Danmark kun enkelte steder på øen Amager.

## Beskrivelse

### Generelt
Brændeskærm er en flerårig - dog undertiden toårig - urteagtig plante, der bliver op til 70 centimeter høj. Den er slank, stift opret uden forgreninger, eller med enkelte forgreninger foroven. Stænglen er massiv (det vil sige at den ikke er hul, som hos en del andre skærmplanter), glat og trind, dog evt. lidt kantet foroven. Bladene er to til tre gange fjersnitdelte, 1 til 2 mm. De har glatte bladstilke, med indbukkede og hvide bladspidser.
Blomsterstanden er en dobbeltskærm, med ingen eller kun få storsvøb. Blomsterne er hvide, symmetriske og sødtduftende. Frugterne er ovale til næsten kugleformede og 2 til 2,5 mm lange. Den har fem tydelige ribber. Plantens kromosomtal er 2n=22 eller 20.
Brændeskærm er en hemikryptofyt plante, det vil sige at den - udover den almindelige spredning ved frø - har vegativ spredning ved stængelskud.

### Blomstringsperiode
Blomstringsperioden beskrives i Tyskland at vare fra midten af juli til august. I Danmark beskrives blomstringsperioden at vare fra ultimo august til medio oktober.

### Forvekslingsmuligheder
De hyppigste forvekslingsmuligheder er med vild gulerod, seline og kærsvovlrod.
De vigtigste forskelle er:
- Kærsvovlrod: stænglen er hul (brændeskærms stængel er massiv)
- Vild gulerod: hele planten dufter stærkt af gulerod og vild gulerod har hårede bladstilke
- Seline: har vinget-kantet stængel, seline dufter ligesom vild gulerod med en kraftig gulerodsduft

## Voksested
Brændeskærm vokser på afgræsset, våd, undertiden oversvømmet jord, der er kalkfattig og ugødet.
Beplantningen skal have moderat afgræsning, gerne med ophør i midten af juli, sådan at planten kan nå at sætte blomster og frø.

## Udbredelse
Brændeskærm forekommer i Østeuropa og det vestlige Asien (det vestlige Sibirien). Plantens vestgrænse går gennem det allerøstligste Danmark (Amager), det sydlige Sverige, Tyskland og Østrig.
Brændeskærms kerneområde er i Europa den del med kontinentalt klima; planten undgår således den del af Europa der har atlantisk klima.

### Tyskland
Brændeskærmen blev i Tyskland i 1996 klassificeret som udrydningstruet (kategori 2). Den forekommer kun i sjældent omfang i det nordøstlige Tyskland, Thüringen, Sachsen, Bayern og Hessen samt på Rhinsletten i den centrale og nordlige del.

### Sverige
Brændeskærmen er rødlistet i Sverige som sårbar. Brændeskærm forekommer i Götaland og på Øland, den anses for uddød på Gotland. Den forekommer tillige tilfældigt i Svealand.

### Danmark
Brændeskærm er rødlistet som moderat truet i Danmark. Brændeskærmen angives at vokse 3 til 6 steder på Amager. Den er uddød på sine tidligere voksesteder på Bornholm, nordlige Køgebugt og Nordøstlige Fyn. På Amager findes enkelte bestande på Amager Fælled.

## Anvendelse
Planten er giftig og bør således ikke finde anvendelse. Planten indeholder blandt andet giftstoffet kumarin. Brændeskærm angives at have været anvendt i folkemedicinen i Rusland, Kina m.fl.